# Makoldi Sándor (festő)
Makoldi Sándor (Velden am Wörther See, 1945. augusztus 6 – Debrecen, 2017. július 22.) magyar festőművész és néprajzkutató, főiskolai tanár.

## Élete
A II. Világháborúban, menekülés közben született. Visszatérve Debrecenben és Tokajban élt. 1969-ben szerzett diplomát az egri Tanárképző Főiskolán, majd 1984-ben elvégezte a debreceni Kossuth Lajos Tudományegyetem etnográfia szakát. 40 évig tanított a debreceni Kölcsey Ferenc Református Tanítóképző Főiskolán. 1977-től tagja volt a Magyar Alkotók Országos Egyesületének, majd 1991-től a Magyar Képző- és Iparművészek Szövetsége szervezeteinek. Felesége (Pap Gizella) is néprajzos, gyermekeik: Gizella (restaurátor), Sándor Gyula (szobrász), Miklós (régész). Tárgyi néprajzi hagyatékuk („Kincses padlás”) a Tokaji Múzeumban látható.

A tokaji temetőben nyugszik.

## Díjak, kitüntetések
- 1989: I. Zempléni Tárlaton Tokaj város díja
- 1994, 1998, 2005, 2011, 2012, 2017: Tavaszi Tárlat, Debrecen nívódíja
- 1997. Alkotói ösztöndíj, Debrecen
- 1999. Debrecen Kultúrájáért díj
- 2000. VI. Zempléni Tárlat díja, Sátoraljaújhely
- 2006. Bartók pályázat – „Csak tiszta forrásból” Bartók B. születésének 125. évfordulója, Erdős René Ház, Budapest XVII. kerület díja
- 2010. Hajdú-Bihar Megye „Bocskai Díja”
- 2010. Magyar Művészetért Alapítvány díja, Budapest
- 2014. Tokaj Város díja (XI. Zempléni Nyári Tárlat)
- 2015. Debrecen Kultúrájáért díj
- Pro Urbe-díj, Debrecen, 2015
- Pedagógiai munkássága elismeréséül: 1990-ben „kimagasló, a közösség számára példamutató „Kimagasló Munkáért” oklevelet, 2008-ban az Oktatási és Kulturális Minisztériumtól a „Pedagógus Szolgálati Emlékérmet” kapta.

## Egyéni kiállítások
- 1971 • Művelődési Központ, Eger • Budapesti Műszaki Egyetem, Budapest
- 1972 • Tudományos Ismeretterjesztő Társulat klubja, Debrecen (betiltották)
- 1973 • Postás Művelődési Ház, Budapest
- 1975 • Horváth Endre Galéria, Balassagyarmat
- 1976 • Kandó Kálmán Főiskola Budapest
- 1977 • Művelődési Központ, Szikszó • Művelődési Ház, Sátoraljaújhely (kat.)
- 1977 • Nehézipari Műszaki Egyetem, Miskolc
- 1978 • Komarov Terem, Szolnok • Művelődési Ház, Leninváros
- 1979 • Templom Galéria, Tokaj • Művelődési Központ, Hajdúnánás
- 1980 • Kernstok Terem • Tatabánya (kat.)
- 1981 • Művelődési Központ, Hajdúböszörmény
- 1982. Tungsram Club, Hajdúnánás
- 1983. Tanítóképző Főiskola, Debrecen
- 1984 • Csokonai Színház, Debrecen
- 1986 • Rákóczi-vár, Szerencs • Miskolci Galéria, Miskolc • Művészetek Háza, Sárospatak • Csontváry Stúdió [Makoldi Gizellával], Kiskunhalas
- 1987 • Kossuth Lajos Tudományegyetem [Földi Péterrel], Debrecen
- 1989 • Elán Galéria, Debrecen
- 1990. Templom Galéria (Tokaj) családi, Horát Endre Galéria, Balassagyarmat (Makoldi Gizellával)
- 1992. Családi kiállítások: Bodrogkeresztúr, Sárospatak, Putnok, Győr, Kazincbarcika, Hajdúszoboszló, Műv Házak
- 1993 • BMW-Werk, Dingolfing (D)
- 1994. Duna Galéria, Budapest
- 1995 • Hatvani Galéria, Hatvan • Kossuth Lajos Tudományegyetem díszudvara, Debrecen (kat.) • Angyal u. 5., Szentendre
- 1996.• Rákóczi-vár, Szerencs
- 1997 • Przemyśl (Lengyel o.)
- 1999. Egyetemi Galéria, Miskolc (Mag), • Városi Galéria, Nyíregyháza
- 2000. Műterem Galéria, Debrecen (családi)
- 2001. Budatétény (millenniumi) • Mű-Terem Galéria Debrecen (Makoldi Sándor Gyulával)
- 2002. „Erőhívás” (családi) Rév-Komárom, Katona templom
- 2004. „Egri évek”, Művészetek Háza, Eger
- 2005. „Visszatekintő tárlat” Miskolci Galéria, Miskolc • Tanítóképző Főiskola, Debrecen
- 2007.„Organikus művészet” IV. Dobogókő, Manréza Spirituális és Kulturális Központ • „Nagyfiúk” Debrecen, Mű-terem Galéria
- 2008. Családi kiállítás, Bodrogkeresztúr, Faluház
- 2009. „Sorskérdések” Ady, Csontváry, Mednyánszky emlékére – A ’56 terem, Debrecen (Győri L. szobrászművésszel )
- 2010. Jubileumi tárlat, Belvárosi Galéria, Debrecen • Ady E. Műv. Ház: Győri Lászlóval közös kiállítás, Nádudvar
- 2011. „Szarvasének” Debrecen, Sesztina Galéria • Balmazújváros, Műv. Központ
- 2012. Kép-rajz-néprajz kiállítás, Tokaj, Tourinform
- 2013. Vókonya (kápolnafestés)
- 2014. Nagyvárad, Partium Keresztény Egyetem
- 2015. Jubileumi tárlat (önálló) Debrecen, DMK Kossuth u. 1. .• „Magyar mitológia” – 70 éves jubileumi tárlat, Eger, Trinitárius templom
- 2016. „Kincses padlás” – állandó néprajzi kiállítás (Tokaji Múzeum) Tokaj
- 2017. Családi tárlat, Tarcal • Schweinfurt (Event Galéria) Németország • Sz. László legenda. Nagyvárad, Vár

## Válogatott csoportos kiállítások
- 1988 • Agrártudományi Egyetem, Debrecen (tanítványokkal)
- 1989 • Gödöllői Galéria, Gödöllő • Thionville (FR) • Kelet-európai művészek, Landsberg (Német Szövetségi Köztársaság) • Sárospatak I. Zempléni Tárlat
- 1992 • Magyar Mitológia, Kossuth Lajos Tudományegyetem, Debrecen
- 1992Műv.Ház Hajdúböszörmény (tanítványokkal) • Szlovák Kultúra Háza, Budapest (családi)
- 1994-1998-2000 • Ezüst négyszög, Festészeti Biennálé, Kárpátok Eurorégió kiállítás, Przemyśl (PL), Lvov (Uk), Kassa (Szl)
- 1996 • Táltosnéző [Gyöngy Enikővel, Makoldi Gizellával, Makoldi Sándor Gyulával, Túri Péterrel], Budatétényi Galéria, Budapest
- 1998 • MAG-csoport kiállítása, MŰ-Terem Galéria, Debrecen
- 1999. „Zene szemeinknek” Győr, Miskolc Budapest
- 2000. VI. Zempléni Tárlat, Sátoraljaújhely
- 2001. Vigadó Galéria (Képz. Szövetséggel) • The First …in Toyama, Japán, XVI. .• Téli Tárlat, Miskolci Galéria
- 2002. Tavaszi Tárlat, Debrecen • Zempléni Tárlat, Szerencs • „4 ország művészete” (Japán, Kína, Észak-Korea, Mo. Hajdú-Bihar m.)
- 2003. Atilla emlékkiállítás, Kecskemét, Cifra palota • „Debrecen bemutatkozik” Budapest, Nemzeti Színház • „Dialógus 2004.” Zenta
- 2004. Zempléni Tárlat, Tokaj Galéria • „4 nemzet tárlata”, Liaoning, Kína • „Szkíta kincsek nyomában” Debrecen, KLTE
- 2005. „Organikus művészet”, Budapest, Képz. Szöv. Székháza • XIV. Debreceni Tavaszi Tárlat, Debrecen, Medgyessy F. Emlékmúzeum • XVIII. Miskolci Téli Tárlat, Miskolc, Miskolci Galéria
- 2006. „Organikus művészet” II. Budapest, Várnegyed Galéria • XV. Debreceni Tavaszi Tárlat, Debrecen, Medgyessy F. Emlékmúzeum • „Négy nemzet kiállítása”, Debrecen, Arany Bika • XI. Táblaképfestészeti Biennálé, Szeged, Olasz Kulturális Központ • Incitato Művésztábor zárókiállítása, Kézdivásárhely, Céhtörténeti Múzeum • XIX.Debreceni Országos Nyári Tárlat, Debrecen, Kölcsey Központ • II. Nemzetközi Képzőművészeti Biennálé, Szolnok, Szolnoki Galéria • Organikus művészet. III. Szentendre, Műhelygaléria • „1956 Békéscsaba”. Ifjúsági Ház, Békéscsaba • Oradea-Debrecen, Kortársművészeti Szalon, Nagyvárad, Körösvidéki Múzeum • „Boldoganyánk” Kaposvár, Vaszary Galéria
- 2008. Kőrösi Csoma Sándor Társaság kiállítása, Kovászna (Háromszék) • Organikus művészet V. Debrecen, Belvárosi Galéria
- 2009. „Csoma” Kovászna • Tóth Ferenc emlékére, Kézdivásárhely • Tanárok kiállítása, Dóczy Gimnázium, Debrecen
- 2010. XIX. Tavaszi Tárlat, Debrecen • Rácz György barátai, Hajdúszoboszló, Szoboszlói Galéria • Nemzetközi baráti kiállítás (Kína, Japán, Magyarország) Debrecen, Kölcsey központ
- 2011. XX. Tavaszi Tárlat, Debrecen • XXI. Debreceni Országos Nyári Tárlat
- 2012. XXI. Debreceni Tavaszi Tárlat • Hazatérő (Kortárs művészek a szerves műveltség jegyében) Újkígyós • Bálványosi Művésztelep kiállítása, Debrecen, Kossuth u. 1.
- 2014. Mag-csoport kiállítása, Debrecen, Kossuth u. 1. • XI. Zempléni Nyári Tárlat, Szerencs • VI. Egyetemi Művészeti Tárlat, Debrecen (KLTE)
- 2016. Az 1959-63-as Képzőművészeti gimnáziumi osztály kiállítása (május 26.) Csepel Galéria
- 2017. „Organikus művészet” Széphárom Galéria, Budapest • „Megidézett örökségünk” (Válogatás a Tavaszi T. díjazottjainak munkáiból) Debrecen, Kölcsey Központ • XXVI. Debreceni Tavaszi Tárlat

## Művek közgyűjteményekben
- Herman Ottó Múzeum, Miskolc
- Landsberg Museum (D)
- Magyar Nemzeti Galéria, Budapest

## Köztéri művei
- Világoszlop (fa, 1983, Sajógalgóc főtere)
- Díszkút (1989, Tokaj, Hajdú köz)
- Szepsi Lackó Máté (portrédombormű, 1993, Tokaj, Fő tér)
- Kompozíció (pannó), 1994-1995, Tokaj, Paulay Ede Színház
- Festett kazetták (1998), Budapest, V. ker., Szakorvosi Rendelőintézet)
- Vókonyai fénykápolna (2010-15)
- Virágoskuti Bio-csárda kupolája, oszlop-terve (2016)
- Nemzeti Művelődési Intézet homlokzati fríze (Lakitelek, 2021)

## Kötetei, cikkei (képzőművészeti, néprajzi, pedagógiai)
- Gondolatok a magyar ácsolt szekrényeken látható jelek értelmezéséről. KLTE kiadása, Debrecen, 1989
- Kelet-magyarországi népszokások a téli ünnepkörből; szerk. Makoldi Sándorné, Makoldi Sándor; Kölcsey Ferenc Tanítóképző Főiskola–Vándor, Debrecen, 1992
- Makoldi Sándorné–Makoldi Sándor: Apokrif imák és rajzok; Debreceni Bibliofil Műhely Baráti Köre, Debrecen, 1996 (Debreceni Bibliofil Műhely)
- A világ képe alföldi pásztor-szarukon; Főnix Könyvműhely, Debrecen, 2001 (Főnix könyvek)
- Makoldi Sándor–Pap Gábor: Dunaisten keresztfia; Főnix Könyvműhely, Debrecen, 2002 (Főnix könyvek)
- Éltetőnk a Nap I. (A téli ünnepkör) szerk.: Makoldi Sándor. KFRTF kiadása, Debrecen, 2003
- Éltetőnk a Nap II. (szerk.: Makoldi Sándor) Debrecen, (A tavaszi ünnepkör népszokásai és pedagógiája) Debrecen, 2006
- Makoldi Sándorné–Makoldi Sándor–Szabó Antónia: Sugallat. Hagyományaink éltető ereje; Főnix Könyvműhely, Debrecen, 2007 (Főnix könyvek)
- Fényszentély a vókonyai pusztán. Két Hollós Kiadó, Budapest, 2015

###### Emlék-kötetek
- 2019. Makoldi Sándor-Makoldi Sándorné: Két világ határán (a székelykapuk üzenete)
- Két Hollós, Budapest
- 2020. Makoldi Sándor (1945-2017) Gyűjteményes katalógus (szerk.: Makoldi Sándorné), Debrecen
- 2021. Makoldi Sándor: Szuszékokra rótt üzenet. (Ősi bútorunk, az ácsolt láda jelei) Háttárs Kft., Debrecen

#### Cikkei
- 1976 – Káplár Miklós húsvéti tojásai. in: Honismereti írások a Hajdúságból II. (Hajdúsági Közlemények 6.) szerk.: Nyakas Miklós, 28-29. Hajdúböszörmény
- 1977 – „Nézzük meg együtt” Apollónt és a teknősbékát (A tartalom és a formaviszonyáról egy szőnyeg és egy szobor kapcsán) Művészet, 1977/7. 34-35.
- 1978 – Meseillusztrációk – ahogyan a gyermek csinálja. Művészet, 1978/9. 26-29.
- 1979 – A minőségek hierarchiája (avagy Csontváry és a forgatott perspektíva) Művészet, 1979/1. 16-19.
- Az Igazság és a Hamisság utazása (meseelemzés). Palócföld, 1979/3. 22-23. Gondolatok a palóc szuszékról. Palócföld, 1979/6.
- 1981 – Virágnyelv-világnyelv. Palócföld, 1981/1. (M. Pap Gizellával)
- 1982 – Tovább a tiszta forráshoz (Egy rajzpedagógiai kísérlet eredményei) Művészet, 1982/l. 9-12.
- Egy szuszék etnológiai elemzése (Makoldi Sándornéval) in: Néprajzi Tanulmányok, szerk: Balassa I.-Ujváry Z.-Módy Gy, Debrecen, 483-503.
- Ungarische gezimmerte Truhen aus Gömör. in: Ethnographica et folklorisztica Carpatica 5-6. szerk.: Ujváry Z. Debrecen, 115-131.
- 1988 – A népművészet alkotás-pszichológiájáról (Három fafaragás elemzése a tartalom és forma egységében) (M.Pap Gizellával) in: HOM Évkönyve XXV-XXVI. Miskolc, 683-695.
- 1992. Gondolatok a Dél-gömöri házormok és tornácok ékességeiről. in: Kultúra és Tradició II. szerk.: Viga Gyula, Miskolc, 667-678.
- 1994. A világ képe szarutárgyakon. in: Zománc-katalógus, szerk.:Pap Gábor Kecskemét, (M.Pap Gizellával)
- „Az Igazság és a Hamisság utazása” (népmese elemzés) in: Csodakút, szerk.: Pap Gábor, Pontifex Kiadó, Debrecen, 143-150.Pap
- A pipákról. in: Pipaszó (négy világrész pipái) szerk.: Pap Gábor, Debrecen, 1994
- A Hortobágy beüzent Debrecenbe. in: Magyar képrovók, szerk.: Makoldi Sándor, KLTE kiadása, Debrecen, 1995. 16-17.
- 1997. A regölésről (Makoldi Sándornéval) in: „Találnál csodafiu szarvast”, szerk.: Buka László, Magányos Kiadó, Debrecen
- A szerves műveltség oktatási lehetőségei és szükségessége az iskolában. Főnix 3-4. (Pedagógiai szám) szerk.: Farkas Zoltán, Debrecen, 17-24.
- 2000. Jelen jel. in: Élő táj I. (Válogatott írások természetről, térről, teremtésről) szerk.: Buka László, D-Nyírség Bihari Tájvédelmi és Kult. Egyesület, Debrecen. 117-127. (Makoldi Sándornéval)
- Síppal-dobbal, avagy rosta lyukával? in: „Kiálts telyes torokal” (Képek és írások Pap Gábor művészettörténész 60.születésnapjára) (Makoldi Sándornéval) Budapest. 203-213.
- 2002 – Debrecenért, Városkoszorú. in: Élő táj II. szerk.: Buka L-Gyarmathy I. D-Nyírség Bihari Tájvédelmi és Kult. Egyesület, Debrecen, 34-36.
- Régi ácsolt ládáinkról. in: Mir-susne-xum I-II. (Tanulmánykötet Hoppál Mihály tiszteletére) szerk.: Csonka-Takács E-Czövek J-Takács A. Akadémiai Kiadó, Budapest, 393-406.
- Tükrös – a világ tükre. Főnix, 2002/13. 30-33.
- 2003. Rácz György kiállításának megnyitása. Szókimondó, Hajdúszoboszló, 2003/7.18-19.
- 2005. Töprengés Rácz György alkotásai előtt. in: Rácz György képzőművész (szerk.: Gömör Béla) Budapest, 40-43.
- Dunaisten keresztfia. in: „Aki nem hiszi, járjon utána” (Népmesetanulmányok Főnix Könyvek 64. Debrecen
- 2006 – Szerves rajzoktatási kísérlet a KFRTKF 1975-2005. éveiben, dióhéjban. in: Tanulmányok. Kölcsey F. Ref. Tanítóképző Főiskola, Debrecen, 96-100.
- 2009 – Szentély egy mesének (Vallomás a „Dunaisten keresztfia” kép-sorozatomról) in: „Kiálts (még) telyes torokal!” Budapest, 273-288.
- 2010 – Gyermekrajzok Kecskeméten. in: 80 év Isten tenyerén, szerk.: Molnár Z.–Németh Zs.–Vass Csaba, Budapest, 702-707. Makoldi Sándornéval
- 2011 – Fafaragóink remekei az ácsolt, figurális, kelengyés ládák. in: A fa a népi építészetben régen és ma. szerk.: Románné R.Valéria-Varga Tamás, Sopron, 161-176.
- 2012 – A minőségek hierarchiája, avagy Csontváry és a forgatott perspektíva. Dobogó, (IX. évf. okt.-dec.) 28-38.
- 2019. Makoldi Sándor-Makoldi Sándorné: A gyermekrajzok és a népművészet kép-beszéde. Fejlesztő Pedagógia 30, évf. 2019/4-6. 60-77.

## Méltató irodalom
- Helyi újságok és regionális TV csatornák
- 1996.”(H)arcképek” szerk.: Szemadám György, MTV 1.
- Katalógusok: 1971. Fábián László
- 1978. Lükő Gábor
- 1987. Pap Gábor
- 1990. Földi Péter
- 1995. Pap Gábor, Makoldi Sándorné, Kovács Imre
- 1996. Makoldi Sándorné
- 2001. Pap Gábor
- 2005. Kabay Lizett, Földi Péter, Pap Gábor
- 2020. további tanulmányokkal (gyűjteményes)
- Szczuka Attila: Belváros-Lipótváros Egészségügyi Szolgálat Szakorvosi Rendelőintézete, Országépítő 1998/4. 54-56.
- Kortárs Magyar Művészeti Lexikon II. (Enciklopédia Kiadó) Budapest, 2000. 690.
- Komiszár János: Programja a mindenséggel való beszélgetés. in: Debreceni paraván (Műterem mikrofonközelből) Debrecen, 2000. 154-160.
- Szénási Miklós: „A terem(tő) burája alatt meg kell találnunk a szentséget”. Főnix, Debrecen 2003. (18.) 2-8.
- Komiszár János: Színes paletta, Debrecen, 2004. 148-149.
- Balogh Tibor: Táltosok árnyékában (Beszélgetés Makoldi Sándorral), Disputa (Debrecen) 2005/10. 44-50.
- Técsi Zoltán (Vízi Péter): Aki nem lett próféta a saját hazájában. Hegyvidék (Tokaj) 2005. okt.
- Parázs István: Kútba estem, ki húz ki? (Makoldi Sándor kiállítása a Miskolci Galériában) interneten: DEOL – kultúra – képzőművészet, 2005. dec.9. http://www. deol. hu
- Pap Gábor: Erőhívás. Dobogó, 2009. (VIII. évf. 3 szám 24-25.)
- Csóka Balázs-Dénes Eszter: Interjú Makoldi Sándorral. Országépítő 2017/3. 54-59.
- Dósa Papp Tamás: Biocsárda – Virágoskút. Országépítő, 2017/3. 48-53.
- Boros Edit: Az építés, a teremtés az boldogság. Veranda, 2017. XII/4. szám
- In memoriam Makoldi Sándor. Dobogó különszám (Budapest) 2017
- Szabó Antónia: Az ember szenvedése/ A teremtés útján (Földi Péter és Makoldi Sándor képi világának értelmezése. Napkút Kiadó, Budapest, 2021

#### TV-rádió interjúk
- …… Debrecen TV
- 2006. Intitáto művésztelep, Sepsiszentgyörgyi rádió
- 2007. Vezér TV interjú-sorozata (szerk.: Sárosi Zoltán, riporter: Szántai Lajos)
- 2015. Liceum TV Eger – a „Magyar mitológia” tárlat
- 2015. Debrecen Városközpont Magazin – interjú (Debreceni alkotók sorozat)
- 2018. Köztünk vannak – tükörkép (beszélgetés Nagy Márta művészettörténésszel), Katolikus Rádió, 2018. júl. 11.